# Mitologia etrusca

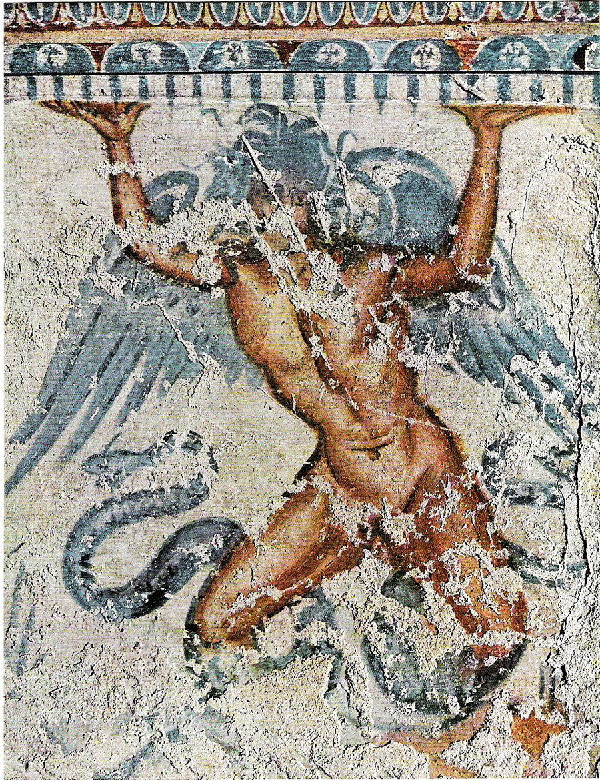
Affresco etrusco raffigurante Tifone. Tomba di Tifone, Tarquinia.

La mitologia etrusca è lo studio e la raccolta dei miti appartenenti alla civiltà etrusca. A partire dall'VII secolo a.C. (fase orientalizzante, caratterizzata dal contatto con i coloni greci) le divinità etrusche, che fino a quel momento erano concepite come semplici entità dalla forma vaga ed imprecisa, assumono un aspetto antropomorfo. Si assiste, così, alla nascita di un pantheon etrusco, costituito per lo più da divinità mutuate dalla mitologia greca, ma affiancate anche da qualche divinità indigena, ovvero nazionale, come quella di Voltumna, che non trova nessuna corrispondenza tra gli dèi dell'Olimpo.
Quando gli Etruschi furono sottomessi al dominio di Roma, questa ne assorbì anche la mitologia. Molte delle divinità elencate di seguito, infatti, si sono integrate nella mitologia romana.
La trinità principale è composta da Tinia, Uni e Menerva.

## Dèi
- Achle: identificabile con la figura mitologica greca di Achille.
- Aita: dio etrusco dell'oltretomba. Corrisponde al dio greco Ade e al dio romano Plutone.
- Alpan: dea etrusca dell'amore e dell'oltretomba. Conosciuta anche con il nome di Apanu.
- Ani: veniva considerato una divinità del cielo.
- Aplu o Apulu: dio etrusco della malattia, delle arti mediche, del tuono e del fulmine, patrono della divinazione e del Sole, aveva anche caratteristiche infere, paragonabile al dio greco Apollo.
- Artume: dea della notte, della luna, della morte, della natura, delle foreste e della fertilità, fondatrice di Arezzo identificabile con la dea greca Artemide o con la dea romana Diana.
- Atunis: era figlio dell'unione incestuosa tra Cinira, re di Cipro, e sua figlia Mirra. È il simbolo della bellezza maschile. Corrisponde alla figura mitologica greca di Adone.
- Cautha: era la dea del sole, dell'alba e degli inizi. Assimilabile al dio greco Elio.
- Charun o Charontes: era una divinità sotterranea identificabile con la figura mitologica greco-romana di Caronte.
- Culsans: dio delle porte
- Culsu: demone femminile alato. Guardiana dell'oltretomba.
- Easun: è una figura della mitologia greca (Giasone); figlio di Esone, re di Iolco, antica città della Tessaglia.
- Evan: è la dea che personifica l'immortalità, fa parte delle Lasa.
- Februus: dio della morte e della purificazione. Questa divinità è presente anche nella mitologia romana con il nome di Febris.
- Feronia: dea protettrice dei boschi e delle messi. Presente anche nella mitologia romana come dea della fertilità.
- Fufluns: dio della vendemmia, del vino, della felicità, della salute e della crescita in tutte le cose. Assimilabile al dio greco Dioniso e al dio romano Bacco. Figlio di Semia, dea della terra.
- Hercle: figlio di Uni e Tinia, protettore dei pastori, figura di culto legata alle sorgenti d'acqua. Assimilabile al semidio greco Herakles e a quello romano Ercole.
- Horta: era la divinità dell'agricoltura. Assimilabile alla dea romana Cerere.
- Laran: assimilabile al dio greco della guerra Ares e al dio romano Marte.
- Lasa: divinità alate protettrici delle arti e delle virtù paragonabili alle Muse.
- Losna: divinità della luna, anche associata con il mare e le maree. Presenta analogie con la dea greca Leucotea.
- Mae: divinità assimilabile alla dea greca Maia ed alla dea romana omonima Maia.
- Mania: dee della morte e della follia. Presente anche nella mitologia romana e greca Erinni.
- Mantus o Manth: dio dell'oltretomba e degli inferi.
- Maris: dio della guerra. Assimilabile al dio greco Ares e al dio romano Marte.
- Menrva o Menerva: dea della strategia, della saggezza, della guerra, dell'arte, della scuola e del commercio. Assimilabile alla dea greca Atena e alla dea romana Minerva.
- Nethuns: fu, inizialmente, la divinità dei pozzi. In seguito divenne il dio delle acque e del mare. Assimilabile al dio greco Poseidone e al dio romano Nettuno.
- Northia: divinità del fato e della sorte. Suo attributo è un grande chiodo. All'inizio del nuovo anno un chiodo veniva infisso in un muro del suo santuario. Questo rito è considerato da alcuni rito per la fertilità, da altri di espiazione, e da altri ancora un rito simboleggiante semplicemente la fine dell'anno passato.
- Phersipnai: dea etrusca dell'oltretomba
- Satres: Assimilabile al dio greco Crono e al dio romano Saturno.
- Selvans: dio della foresta e dei confini paragonabile al dio romano Silvano.
- Semia: dea della terra, madre di Fufluns.
- Sethlans: dio del fuoco e protettore dei fabbri paragonabile al dio greco Efesto e al dio romano Vulcano.
- Suri: dio degli inferi e della divinazione, che però presenta anche delle affinità con l'Apollo greco
- Tages: meglio noto come Tagete, era un semidio ragazzo che insegnò agli etruschi l'aruspicina.
- Taitle: assimilabile alla figura mitologica greca di Dedalo, era un artigiano d'ingegno multiforme.
- Thalna: dea del parto.
- Thesan: dea dell'alba, associata al generarsi della vita. Assimilabile alla dea greca Eos e alla dea romana Aurora.
- Tinia o Tin: la più grande divinità etrusca. Assimilabile allo Zeus greco o al Giove romano.
- Tuchulcha: divinità dell'oltretomba.
- Turan: dea dell'amore e della vitalità. Assimilabile alla dea greca Afrodite e alla dea romana Venere.
- Turms: dio dei viaggi e del commercio. È il nome etrusco del dio greco Hermes e del dio romano Mercurio.
- Uni: la suprema dea del Pantheon etrusco e patrona di Perugia. Assimilabile alla divinità greca Hera o alla divinità romana Giunone.
- Usil: divinità solare. Assimilabile al dio greco Elio e al dio romano Sol Invictus.
- Utuse: è una figura della mitologia greca (Ulisse).
- Vanth: demone femminile paragonabile alla dea greca del fato Moira.
- Veive: dio della vendetta.
- Vetisi: Assimilabile al dio romano Veiove.
- Voltumna o Veltuna o Veitha: dio supremo della terra e patrono del popolo etrusco.

## Personaggi ed eroi
- Tyrrhenus
- Tarchon
- Telefo
- Tagete
- Demarato di Corinto
- Lars Porsenna
- Vegoia
- Vicare: Icaro (Icarus in latino, Ikaros in greco, Vicare in etrusco). È una figura della mitologia greca; era figlio di Dedalo e di Naucrate, schiava di Minosse re di Creta.

Vi è poi Utuzte, un viaggiatore e colonizzatore, che in epoca tarda fu associato ad Ulisse/Odisseo, ma che probabilmente era una sorta di eroe legato alla fase arcaica di viaggi e colonizzazioni etrusche nel basso Tirreno e nell'esplorazione di nuove terre tra il IX e l'VIII secolo a.C.